# Saint-Méen-le-Grand
Saint-Méen-le-Grand är en kommun i departementet Ille-et-Vilaine i regionen Bretagne i nordvästra Frankrike. Kommunen ligger i kantonen Saint-Méen-le-Grand som tillhör arrondissementet Rennes. År 2022 hade Saint-Méen-le-Grand 4 642 invånare.

## Befolkningsutveckling
Antalet invånare i kommunen Saint-Méen-le-Grand
Referens:INSEE